# Ajka Stejskalová
Ajka Stejskalová (1909 Praha – ?) byla česká parkourová jezdkyně, průkopnice zastoupení handicapovaných ve sportu.

## Život

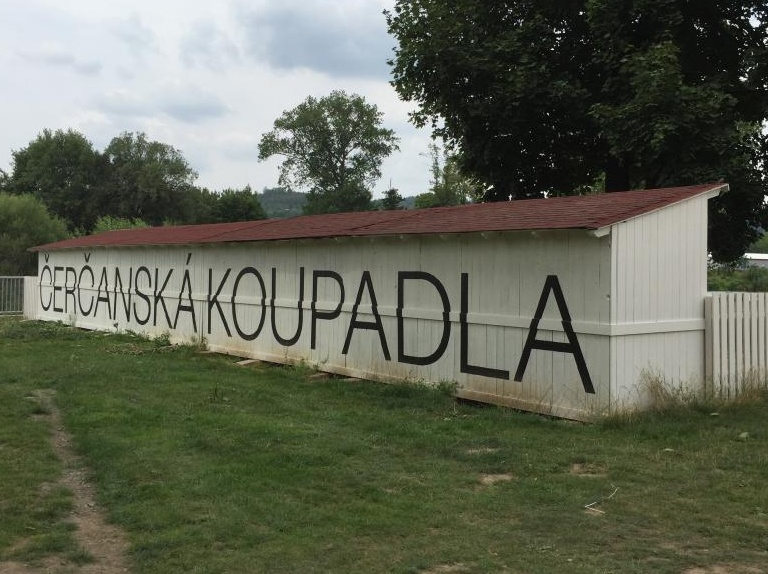
Čerčanská koupadla (2018)

Narodila se v Praze v rodině podnikatele a továrníka Františka Stejskala, majitele dolů na Rakovnicku, a jeho manželky Jaroslavy, rozené Vávrové. Od mládí byla následkem prodělané dětské obrny tělesně handicapovaná. Její otec byl od roku 1924 majitelem plaveckého areálu Čerčanská koupadla ve středočeských Čerčanech na řece Sázavě. Zde manželé Stejskalovi realizovali výstavbu tenisových kurtů, koňských stájí a parkurové dráhy. Ajka vyrůstala ve sportovně založené rodině: byla nezvykle dobrou plavkyní i díky tomu, že v Čerčanech trávila větší část roku.
Věnovala se i parkurovému skákání: závodní jezdeckou činnost zahájila roku 1923 v Praze v odboru Sokola Prahy II), dále vyučila se v jízdě a ve skoku od jezdce p. Rodzianko dle systému italské jezdecké školy. Roku se 1926 zúčastnila se mezinárodního Concours hippigue na pražském závodišti, kde v soutěži dámské ve skoku získala I. cenu, vítězství zopakovala též roku 1927 na Trojském ostrově na podzimních závodech, kterých se účastila v mužské kategorii jako jediná dáma.V tomto jezdeckém sportu se propracovala až do reprezentace, kam byla přijata před rokem 1927.
V tisku je jakožto účastnice parkourových závodů uváděna ještě v roce 1934.